# Ariarathe Ier
Pour les articles homonymes, voir Ariarathe.
Ariarathe Ier est le satrape de Cappadoce depuis le règne d'Artaxerxès III (358 à 338 av. J.-C.) jusqu'à celui de Darius III (336 à 330). Vaincu et tué par Perdiccas en 322, sa satrapie est occupée par Eumène de Cardia.

## Biographie
Fils du précédent satrape, Ariamne Ier, Ariarathe est un dynaste perse et non un Cappadocien comme on écrit parfois. Son pouvoir s’est affermi avec la fin des Achéménides. Occupé à poursuivre Darius III en Cilicie, Alexandre délaisse en effet la Cappadoce dont il ne reçoit qu'une soumission formelle en 333 av. J.-C. L'autorité du satrape désigné (Sabitcas ou Abistaménès) est en effet toute théorique. Ariarathe se fait proclamer roi de Cappadoce en 331 et ne semble pas avoir payé de tribut à Alexandre.
Au moment des accords de Babylone conclus en 323, Ariarathe n’est guère disposé à abandonner la Cappadoce et lève une armée. Perdiccas mène la guerre au profit d'Eumène de Cardia et l'installe à la tête de la satrapie. Capturé, Ariarathe meurt supplicié à l'âge de 82 ans en 322 : il est mis en croix selon la sentence que les Achéménides réservent aux rebelles. Il est le père adoptif d'Ariarathe II, le fils de son frère Holopherne ou Oropherne.